# Ansteckender Kaninchenschnupfen
Der Ansteckende Kaninchenschnupfen (Rhinitis contagiosa cuniculi) ist eine bakterielle Infektionskrankheit der Luftwege bei Kaninchen, die tödlich enden und vor allem in größeren Beständen erhebliche Verluste verursachen kann.

## Ätiologie
Als Haupterreger der Erkrankung gilt Pasteurella multocida, allerdings ist die Krankheit zumeist keine Monoinfektion, sondern weitere Erreger wie Bordetella bronchiseptica sind am Kaninchenschnupfen beteiligt (Mischinfektion). Schlechte Haltungsbedingungen (Zugluft, Staubbelastung, schlechte Hygiene), die mit einer Herabsetzung der körpereigenen Abwehr einhergehen, sind prädisponierend. Weitere Faktoren sind Stress (z. B. durch Transport, ungewohnte Umgebung) und falsche Fütterung. In Kaninchenbeständen, besonders bei zu enger Haltung, kommt es schnell zu einer Ansteckung von Tier zu Tier. Die Erkrankung tritt gehäuft im Winter auf.

## Symptome
Der Kaninchenschnupfen beginnt mit unspezifischen Symptomen einer Entzündung der Nase (Rhinitis), wie Niesen und Nasenausfluss. Letzterer ist zu Beginn meist wässrig (serös), später kann er eitrig sein. Häufig verklebt das Fell an der Nasenöffnung. Da sich betroffene Kaninchen öfters als gewöhnlich putzen, sind die Pfoten ebenso mit Sekret verklebt. Auch die Bindehäute sind häufig mitbetroffen, es entsteht eine Konjunktivitis mit geröteten oder eitrig entzündeten Augen. Es besteht Fieber und ein gestörtes Allgemeinbefinden. Im weiteren Verlauf werden auch die unteren Luftwege befallen und es entwickelt sich eine Entzündung der Bronchien und Lungen (Bronchopneumonie), die chronisch schleichend über Jahre fortschreiten und zum Tod der Tiere führen kann. Durch die erschwerte Nasenatmung sind ungewohnte Atemgeräusche zu hören und eine Maulatmung zu beobachten.
Breitet sich die Erkrankung auf die Ohren aus, führt dies zu einer Mittelohrentzündung und/oder einer Innenohrentzündung. Das Kaninchen wirkt apathisch, zeigt Fressunlust und eine Kopfschiefhaltung.

## Differentialdiagnosen
Abzugrenzen sind harmlose Rhinitiden, die durch Viren, weniger pathogene Bakterien, Staub und Allergene (Einstreu, Pollen) hervorgerufen werden.
Die Myxomatose (Kaninchenpest) kann in der Frühphase mit Schwellungen der Augenlider einhergehen, lässt sich klinisch aber meist ohne Probleme abgrenzen.

## Behandlung
Die Nasenöffnungen und Augen können mit physiologischer Kochsalzlösung gereinigt und mit antibiotikahaltigen Augentropfen behandelt werden. Eine systemische Antibiotikagabe mit Breitbandantibiotika (z. B. Enrofloxacin, Marbofloxacin) ist unerlässlich. Unterstützend sind Vitamingaben durch Frischfutter und bestimmte Kräuter wie Thymian, Spitzwegerich und Kamille anzuraten. Auf jeden Fall sollten eventuelle Haltungsmängel behoben werden.
Symptomatische Behandlung wird unterstützt durch Inhalation von Salzwasserdampf.
Eine Impfung gegen den ansteckenden Kaninchenschnupfen empfiehlt sich nur bei größeren Beständen oder Tieren, die an Ausstellungen teilnehmen. Ein kommerzieller Impfstoff ist verfügbar.